# Mt Eden (musikgrupp)
Mt Eden eller Mt Eden Dubstep är en dubstepgrupp från Nya Zeeland. Gruppen består av Jesse Cooper och Harley Rayner och tolkar främst andra artister. Cooper och Rayner började spela när de var 13 respektive 14 när de först började mixa musik tillsammans. Gruppens namn tog de ifrån området Mt Eden i Auckland där de bodde.  
Gruppen slog igenom år 2009 efter att deras remix av gruppen Freshlygrounds låt "I'd Like" under titeln "Sierra Leone" spreds på Youtube. De har även gjort en cover på den svenska artisten Lisa Miskovskys låt "Still Alive".